# Allacta australiensis
Allacta australiensis är en kackerlacksart som beskrevs av Roth, L. M. 1991. Allacta australiensis ingår i släktet Allacta och familjen småkackerlackor. Inga underarter finns listade i Catalogue of Life.